# Гета, Сергей Андреевич
Сергей Андреевич Гета (25 декабря 1951, Киев) — российский художник, работающий в направлении гиперреализм.

## Биография
Сергей Гета родился в 1951 г. в Киеве. Окончил Киевский художественный институт. 
С 1976 г. принимает участие в художественных выставках и конкурсах международного уровня.

## Выставки

### Персональные выставки
- 2018 — «Blacklead» Архивная копия от 14 января 2018 на Wayback Machine. Галерея pop/off/art, Москва
- 1993 — ЦДХ, Москва
- 1986 — Академгородок, Новосибирск
- 1984 — ЦДХ, Москва

### Групповые выставки
- 2015 — «Гиперреализм. Когда реальность становится иллюзией». Государственная Третьяковская галерея на Крымском Валу, Москва
- 2014 — «Параллельные миры» / Диалоги с великими. Зал Союза художников, Санкт-Петербург
- 2013 — «Параллельные миры» / Уроки мастерства 2013. Натюрморт, пейзаж, портрет. Зал Союза художниов, Санкт-Петербург
- 2012 — «Параллельные миры» / Город, лица, судьбы. Зал Союза художников, Санкт-Петербург
- 2012 — «Параллельные миры» / Город, лица, судьбы. ЦДХ, Москва
- 2012 — «Параллельные миры» / Город, лица, судьбы. Музей Штиглица, Санкт-Петербург
- 2012 — «Грани реальности». Мытищинская картинная галерея, Мытищи
- 2011 — «Метаморфозы реальности». Галерея Les Oreades, Москва
- 2009 — «Одинокие в поисках смысла жизни». Московский музей современного искусства, Москва
- 2008 — «ART -емігранти». Музей современного искусства Украины, Киев
- 2007 — «Гиперреализм и его окрестности». Культурно-выставочный центр «Галилей», Москва
- 2005 — Московская художественная ярмарка «Арт Манеж». Центральный выставочный зал «Манеж», Москва
- 2004 — Московская художественная ярмарка «Арт Манеж». Центральный выставочный зал «Манеж», Москва
- 2003 — Московская художественная ярмарка «Арт Манеж». Центральный выставочный зал «Манеж», Москва
- 2002 — Аукцион «Operation Smile». Москва
- 2001 — «Художники круга ДИ». Российская Академия художеств, Москва
- 2000 — Галерея «Вита-Стиль». Москва
- 1999 — «Natura». Галерея «Манеж», Москва
- 1999 — «Токийский проект». ЦДХ, Москва
- 1998 — Московская художественная ярмарка «Арт Манеж». Центральный выставочный зал «Манеж», Москва
- 1998 — «Мир чувственных вещей в картах», ГМИИ им. Пушкина, галерея «М’Арс», Москва
- 1994 — 1995 — I и II «Русская коллекция, конец XX века». Галерея «М’Арс», Москва
- 1994 — «Диалоги восприятия». «Gallery Kobra», Нью-Йорк
- 1991 — «Эрос». Форте-дей-Марми (Италия)
- 1990 — «Современное советское искусство». Alpha Cubic Gallery, Токио
- 1983 — I Биеннале графики, Мальта
- 1983 — Первая выставка гиперреализма в СССР «Три гиперреалиста: Гета, Тегин, Шерстюк», Пушкино
- 1982 — II Триеннале рисунка, Вроцлав (Польша) (2-я премия)
- 1981 — II Биеннале европейской графики, Баден-Баден (Германия)
- 1979 — I Триеннале рисунка", Нюрнберг (Германия) (диплом)

## Коллекции
- Государственная Третьяковская Галерея, Москва
- Художественный музей Нюрнберга, Нюрнберг (Германия)
- Художественный музей Вроцлава, Вроцлав (Польша)
- Alpha Cubic Gallery, Токио
- Zigzag Corporation, США
- Музей Людвига, Кельн (Германия)
- Crystal Art Museum, Япония
- Частные коллекции в России, Германии, Испании, Франции, Бельгии, США, Японии